# Lanište (Bela Palanka)
Lanište (em cirílico: Ланиште) é uma vila da Sérvia localizada no município de Bela Palanka, pertencente ao distrito de Pirot. A sua população era de 50 habitantes segundo o censo de 2011.

## Demografia
| 1948 | 1953 | 1961 | 1971 | 1981 | 1991 | 2002 | 2011 |
| ---- | ---- | ---- | ---- | ---- | ---- | ---- | ---- |
| 285  | 263  | 204  | 155  | 133  | 106  | 68   | 50   |